# Lawson (butikskedja)
Lawson (japanska: ローソン?, Rōson) är en japansk dagligvarukedja som främst utgörs av små och medelstora franchisebutiker.
Lawson har sitt ursprung från Ohio, USA där J. J. Lawson år 1939 startade en butik som sålde mejerivaror. Första japanska butiken öppnades 14 juni 1975 i Toyonaka, Osaka prefektur.
Affärskedjan är Japans näst största närbutikskedja efter 7-Eleven och före konkurrenten FamilyMart
.
Lawson har över 12 000 butiker i Japan samt ett flertal butiker i Kina, Indonesien, Hawaii (USA) och Thailand.